# Nikaragua na Mistrzostwach Świata w Lekkoatletyce 2015
Nikaragua na Mistrzostwach Świata w Lekkoatletyce 2015 – reprezentacja Nikaragui podczas Mistrzostw Świata w Pekinie liczyła 1 zawodnika, który nie zdobył medalu.

## Występy reprezentantów Nikaragui
| Konkurencja             | Zawodnik        | Runda 1      | Runda 1 | Półfinał | Półfinał | Finał    | Finał   |
| Konkurencja             | Zawodnik        | Rezultat     | Pozycja | Rezultat | Pozycja  | Rezultat | Pozycja |
| ----------------------- | --------------- | ------------ | ------- | -------- | -------- | -------- | ------- |
| Bieg na 1500 m mężczyzn | Erick Rodriguez | 3:49,64 (NR) | 39.     | NQ       | NQ       | NQ       | NQ      |